# Gewog di Chaskhar
Il gewog di Chaskhar è uno dei diciassette raggruppamenti di villaggi del distretto di Mongar, nella regione Orientale, in Bhutan.